# Рабдитозы
Рабдитозы (rhabditoses) — гельминтозы из группы нематодозов, вызываемые нематодами семейства Rhabditidae.
Возбудители — нематоды рода Рабдитис (Rhabditis = Rhabdonema): Rhabditis axei, Rhabditis  donbass Skrjabin (Schulz et Serbinoff 1926), Rhabditis elongata, Rhabditis inermis, Rhabditis niellyi, Rhabditis pellio, Rhabditis species, Rhabditis shachtiella Skrjabin et Schulz, Rhabditis taurica, Rhabditis terricola, Rhabditis hominis (сем. Rhabditidae). Самцы 0,8—1,05 мм длины, самки — от 0,9 до 2 мм. Яйца овальны размером 0,06 х 0,03 мм.
Человек болеет редко.
Болезнь может проявляться поносом и другими расстройствами в зависимости от локализации паразит в органах человека (например, в почках, коже и др.). Так, R. pellio был обнаружен в влагалище женщины и в мочевом пузыре одного нефритика, R. Niellyi найден в папулёзной сыпи одного больного, R. species обнаружен в жидкости, после промывания желудка одной больной, а также в желчном пузыре женщины, лечившейся по поводу заболевания печени, R. hominis обнаружен при гельминто–копрологическом обследовании детей, R. shachtiella Skrjabin et Schulz в фекалиях, R. axei в моче и т. д.
Диарею у человека вызывают R. faecalis, R. usuii, R. elongata, R. inermis и R. hominis.
Дифференциальный диагноз проводят с стронгилоидозом, кишечными инфекциями бактериальной природы. Лечение проводят тиабендазолом.